# Australia (albedo)
Australia  è una caratteristica di albedo della superficie di Mercurio.